# Хоссбах, Фридрих
Фридрих Хоссбах (нем. Friedrich Hoßbach; 21 ноября 1894 — 10 сентября 1980) — немецкий офицер, участник Первой и Второй мировых войн, генерал пехоты, кавалер Рыцарского креста с Дубовыми листьями. Адъютант Гитлера. Вошёл в историю как автор «протокола Хоссбаха», протокола заседания с участием Гитлера в 1937 году, во время которого Гитлер обосновал необходимость агрессивной экспансии для Германии.

## Начало военной карьеры
В октябре 1913 года поступил на военную службу фанен-юнкером (кандидат в офицеры) в пехотный полк. С 19 июня 1914 — лейтенант.

## Первая мировая война
Воевал на штабных должностях. С сентября 1918 — старший лейтенант. За время войны награждён Железными крестами обеих степеней, Ганзейским крестом и австрийским орденом.

## Между мировыми войнами
В 1919 году Хоссбах воевал в составе фрайкора против коммунистов в Тюрингии. Затем он продолжил службу в рейхсвере. С октября 1927 — в военном министерстве. С марта 1934 — майор. С августа 1934 — адъютант (от сухопутных сил) рейхсканцлера Германии (до января 1938). С марта 1937 — полковник. С сентября 1938 — командир 82-го пехотного полка.

## Вторая мировая война
В мае — июне 1940 года Фридрих Хоссбах участвовал во Французской кампании. Награждён планками к Железным крестам обеих степеней (повторное награждение) и Рыцарским крестом (в октябре 1940).
С 22 июня 1941 года он участвовал в германо-советской войне. Хоссбах воевал в Белоруссии, а затем в районе Смоленска и на Московском направлении.
В феврале — марте 1942 года — в командном резерве, с 1 марта 1942 — генерал-майор. С 1 апреля 1942 — командир 82-й пехотной дивизии (на южном участке Восточного фронта). С 1 сентября 1942 — вновь в командном резерве.
15 мая 1943 года — произведён в генерал-лейтенанты и назначен командиром 31-й пехотной дивизии (в районе Орла). С 2 августа 1943 — командующий 56-м танковым корпусом. В сентябре 1943 — награждён Дубовыми листьями к Рыцарскому кресту. С ноября 1943 — в звании генерал пехоты.
С 20 июля 1944 года — командующий 4-й армией (на Восточном фронте).
С 29 января 1945 года — вновь в командном резерве. После капитуляции Германии 8 мая 1945 года — взят в американский плен (отпущен на свободу в 1947).
Похоронен на Гёттингенском городском кладбище.

## Награды
- Железный крест (1914) 2-го и 1-го класса (Королевство Пруссия)
- Ганзейский крест Гамбурга
- Нагрудный знак «За ранение» (1918) чёрный
- Крест «За военные заслуги» 3-го класса с воинским отличием (Австро-Венгрия)
- Почётный крест Первой мировой войны 1914/1918 с мечами
- Медаль «В память 1 октября 1938 года»
- Пряжка к Железному кресту (1939) 2-го класса (11 мая 1940)
- Пряжка к Железному кресту (1939) 1-го класса (30 мая 1940)
- Рыцарский крест Железного креста с дубовыми листьями
  - рыцарский крест (№ 227) (7 октября 1940)
  - дубовые листья (№ 298) (11 сентября 1943)
- Почётная пряжка на ленте для сухопутных войск (№ 77) (22 июля 1941)
- Упоминание в Вермахтберихт (18 октября 1943, 6 апреля 1944, 31 октября 1944)